# Scott Hamilton (kunstschaatser)

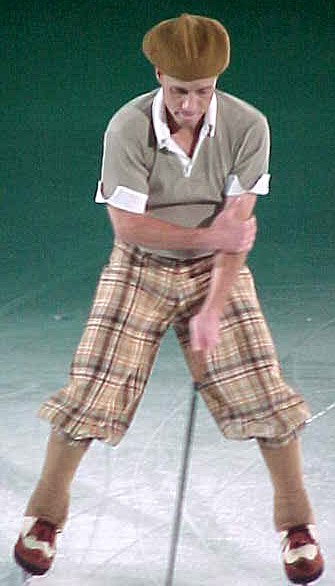
Scott Hamilton

Scott Hamilton (Toledo, Ohio, 28 augustus 1958) is een voormalige Amerikaanse kunstschaatser.
Na een derde (1978) en vierde plaats (1979) werd hij in 1980 weer derde bij de Nationale kampioenchappen kunstschaatsen. Vanwege deze klassering werd hij uitgezonden naar de Winterspelen van 1980 in Lake Placid. Bij de openingsceremonie was hij de Amerikaanse vlaggendrager en werd hij vijfde in het mannentoernooi. In 1981 werd hij voor de eerste keer Nationaal kampioen en nadien won hij elke wedstrijd waaraan hij deelnam, waaronder de Nationale kampioenschappen van 1982, 1983 en 1984, de Wereldkampioenschappen kunstschaatsen van 1981, 1982, 1983 en 1984 en ook op de Winterspelen van 1984 won hij de gouden medaille.
Na afloop van het seizoen 1983/84 werd hij professioneel kunstschaatser.

## Belangrijke resultaten
| Kampioenschap           | 1978  | 1979 | 1980  | 1981 | 1982 | 1983 | 1984 |
| ----------------------- | ----- | ---- | ----- | ---- | ---- | ---- | ---- |
| Olympische Spelen       |       |      | 5e    |      |      |      | Goud |
| Wereldkampioenschap     |       |      |       | Goud | Goud | Goud | Goud |
| Nationaal Kampioenschap | Brons | 4e   | Brons | Goud | Goud | Goud | Goud |

1908: Ulrich Salchow ·
1920: Gillis Grafström ·
1924: Gillis Grafström ·
1928: Gillis Grafström ·
1932: Karl Schäfer ·
1936: Karl Schäfer ·
1948: Richard Button ·
1952: Richard Button ·
1956: Hayes Alan Jenkins ·
1960: David Jenkins ·
1964: Manfred Schnelldorfer ·
1968: Wolfgang Schwarz ·
1972: Ondrej Nepela ·
1976: John Curry ·
1980: Robin Cousins ·
1984: Scott Hamilton ·
1988: Brian Boitano ·
1992: Viktor Petrenko ·
1994: Aleksej Oermanov ·
1998: Ilja Koelik ·
2002: Aleksej Jagoedin ·
2006: Jevgeni Pljoesjtsjenko ·
2010: Evan Lysacek ·
2014: Yuzuru Hanyu ·
2018: Yuzuru Hanyu ·
2022: Nathan Chen
- Gemeinsame Normdatei: 120799308
- International Standard Name Identifier: 0000 0001 0128 420X
- Library of Congress Control Number: n85023165
- Virtual International Authority File: 74692753
- WorldCat: E39PBJmxYtjh9WwmDxKHcwwt8C